# Erasmus Alberus
Erasmus Alberus, nome latinizado de Erasmus Alber (Bruchenbrücken, c. 1500 – Neubrandenburg, 5 de maio de 1553) foi um humanista, teólogo, poeta fabulista e polemista alemão.

## Biografia
Alberus nasceu na aldeia de Bruchenbrücken (agora parte de Friedberg, Hesse) aproximadamente em 1500. Embora seu pai fosse um professor, a sua primeira educação foi negligenciada.
Finalmente, em 1518, conseguiu ingressar na Universidade de Halle-Wittenberg, onde estudou Teologia. Teve a sorte de atrair a atenção de Martinho Lutero e de Philipp Melanchthon, e posteriormente, se tornou um dos colaboradores mais ativos de Lutero na Reforma Protestante.
Não apenas lutou pela causa protestante, mas foi também um pregador e teólogo. Talvez tenha sido o único membro do partido de Lutero, a enfrentar os católicos com as armas da sátira literária. Em 1542, publicou uma sátira em prosa para a qual Lutero escreveu o prefácio, Der Barfusser Monche Eulenspiegel und Alkoran, uma adaptação paródica da Liber conformitatum do franciscano Bartholomew Rinonico de Pisa, na qual a Ordem franciscana é ridicularizada.
De maior valor literário é o didático e satírico Buch von der Tugend und Weisheit (1550), uma coleção de quarenta e nove fábulas, na qual Alberus encarna seus pontos de vista sobre as relações entre Igreja e Estado.
Sua sátira é contundente, mas de uma forma acadêmica e humanística; não apela às paixões populares, com a franqueza feroz que permitiu infligir golpes certeiros ao mestre da sátira católica, Thomas Murner.
Vários hinos de Alberus, que mostram a influência de seu mestre Lutero, foram mantidos no hinário protestante alemão.
Após a morte de Lutero, Alberus foi durante algum tempo um diácono em Wittenberg. Envolveu-se, contudo, nos conflitos políticos da época, e estava em Magdeburgo, em 1550-1551, quando a cidade foi sitiada por Maurício, Eleitor da Saxônia. Em 1552 foi nomeado superintendente-geral em Neubrandenburg, Mecklemburgo, onde morreu em 5 de maio de 1553.

## Obras

### Hinos religiosos
- Ihr lieben Christen, freut euch nun (Evangelisches Gesangbuch, EG 6/EKG 3)
- Mein Seel, o Herr, muß loben dich (EG 308)
- Steht auf, ihr lieben Kinderlein (EG 442/EKG 338)
- Wir danken Gott für seine Gaben (EG 458/EKG 372)
- Christe, du bist der helle Tag (EG 469/EKG 354)

### Fábulas
- Etliche Fabel Esopi, verdeutscht und in Reime gebracht. Hagenau, 1534
- Das Buch von der Tugend und der Weisheit, nämlich 49 Fabeln. Frankfurt a.M., 1550 (II edição de Fabel Esopi)

### Escritos em latim
- Iudicium Erasmi Alberti de Spongia Erasmi Roterodami. 1524
- Praecepta morum utilissima oder Beleuchtungen der Zehn Gebote durch Bibelstellen und Stellen aus kirchlichen und weltlichen Schriftstellen in deutschen Reimen. 1536 (II edição 1537; III edição 1545/48)
- Novum Dietionarii Genus. Frankfurt a. M., 1540 (primeiro dicionário e dicionário de rimas em alemão)
- Virtutes comitis. 1545

### Sátiras, tratados teológicos e panfletos
- Buch von der Ehe. 1536
- Der Barfüßer Mönche Eulenspiegel und Alkoran. Wittenberg, 1542
- Dialog oder Gespräch etlicher Personen vom Interim. 1548
- Vermahnungan die christliche Kirche im Sachsenland. 1549
- Den Kindern zu Hamburg. 1551
- Wider das Lesterbuch des hochfliehenden Osiander. 1551
- Kurze Beschreibung der Wetterau. 1552
- Von der Kinder Tauf. 1555
- Wider die verfluchte Lehre der Carlstader. 1556 (II edição 1594)